# Gastrite atrofica
Per gastrite atrofica si intende, in campo medico, un processo infiammatorio dello stomaco, che costituisce, a volte, l'evoluzione della gastrite cronica.
È definita dalla perdita di ghiandole proprie della mucosa gastrica. 
È spesso correlata a infezione da H.Pylori, meno frequentemente dall'uso cronico di PPI o da reazioni autoimmuni.

## Epidemiologia
Colpisce maggiormente la popolazione tra i 50 e i 70 anni.
La stadiazione prevede cinque stadi caratterizzati da atrofia mucosa crescente. Gli ultimi tre stadi sono associati a rischio di adenocarcinoma gastrico e richiedono quindi follow-up endoscopico-bioptico per la prevenzione del carcinoma gastrico.

## Sintomatologia
Si tratta di una condizione solitamente asintomatica.

## Esami
Viene diagnosticata, attraverso l'endoscopia, con prelievi bioptici.